# August (navn)
 For alternative betydninger, se August (flertydig). (Se også artikler, som begynder med August)
August er et drengenavn, som har rødder fra Sverige, hvor navnet blev benyttet meget. Det er opkaldt efter kejser Augustus, der var Romerrigets første kejser. Det er sidenhen også blevet benyttet som et drengenavn i Danmark. 
4.953 mænd og 1 kvinde bærer pr. 1. januar 2018 fornavnet August ifølge Danmarks Statistik.
August betyder på latin "værdig til ære og respekt".

## Kendte personer med navnet
- August Bebel
- August Blanche
- August Blom
- August Bournonville
- August Böckh
- August Enna
- August Ferdinand Möbius
- August Jerndorff
- August Jernberg
- August Kekulé
- August Krogh
- August Miehe
- August Palm
- August Strindberg
- August Tørsleff